# La montaña embrujada (película de 1975)
Escape to Witch Mountain (titulada La montaña embrujada en español) es una película de ciencia ficción y fantasía estadounidense de 1975, dirigida por John Hough y basada en la novela homónima de Alexander Key. Fue producida por Walt Disney Productions.

## Argumento
Dos misteriosos niños de otro planeta, que son huérfanos, tienen poderes extraordinarios y son perseguidos por un millonario intrigante. ¿De dónde son realmente estos niños?

## Reparto
- Eddie Albert es Jason O'Day.
- Ray Milland es Aristotle Bolt.
- Donald Pleasence es Lucas Deranian.
- Kim Richards es tía Malone.
- Ike Eisenmann es Tony Malone.
- Walter Barnes es el comisario Purdey.
- Reta Shaw es la señora Grindley.
- Denver Pyle es el tío Bené.
- Alfred Ryder es astrólogo.
- Lawrence Montaigne es Ubermann.
- Terry Wilson es Biff Jenkins.
- George Chandler es Grocer.
- Dermott Downs es Truck
- Shepherd Sanders es gurú.
- Don Brodie es asistente de la gasolinera.
- Paul Sorenson es el sargento Foss.
- Alfred Rossi es agente de policía.
- Tiger Joe Marsh es Lorko.
- Harry Holcombe es el capitán Malone.
- Sam Edwards es Mate.
- Dan Seymour es psicólogo.
- Eugene Daniels es Cort.
- Al Dunlap es Deputy.
- Rex Holman, Tony Giorgio son cazadores.

## Secuelas
- Return from Witch Mountain (1978)
- Beyond Witch Mountain (1982)

### Remake
- Escape to Witch Mountain (1995)
- La montaña embrujada (2009)